# Lista över borgarråd i Stockholms stad

Diagram över Stockholms stads organisation 1965, efter borgarrådsberedningens införande som beslutande organ vid Stockholms författningsreform 1940.

Det här är en lista över borgarråd i Stockholms stad genom tiderna. Titeln motsvarar i allmänhet namnet på den rotel som borgarrådet ledde (så att exempelvis arbetsmarknads- och utbildningsborgarrådets rotel hette arbetsmarknads- och utbildningsroteln); finansborgarrådets rotel (rotel I) hette dock drätselroteln fram till 2002. Oppositionsborgarråden har inget rotelansvar.
Från början var borgarråden utsedda på sex år i taget, men från 1940 sammanfaller deras uppdrag i stort sett med fullmäktiges mandatperiod. Tabellerna är dock redan från början sorterade efter fullmäktigeperioderna.
Enstaka datum i nedanstående lista kan vara något osäkra, av främst två skäl: efter ett val tillträder nya borgarråd i regel i mitten av oktober, oftast den 15 oktober, men vissa år har datumet förskjutits något för några eller alla borgarråd, vilket inte alltid framgår tydligt av de enklast åtkomliga källorna (främst Stockholms kommunalkalender). När ett borgarråd ersätts av ett annat under pågående mandatperiod, har det nya borgarrådet inte alltid tillträtt omedelbart då det gamla har slutat, något som inte heller alltid framgår tydligt i nämnda källor. Vid misstämning mellan denna lista och Stockholms kommuns tryckta protokoll, gäller alltid protokollen.

## 1920–1923
6 borgarråd

3 s, 2 h, 1 ff
| Namn | Namn | Namn                 | Politisk tillhörighet  | Titel               | Ämbetsperiod        |
| ---- | ---- | -------------------- | ---------------------- | ------------------- | ------------------- |
|      |      | Carl Juhlin-Dannfelt | Högern                 | Finansborgarråd     | 1 april 1920–(1926) |
|      |      | Wictor Karlsson      | Socialdemokraterna     | Socialborgarråd     | 1 april 1920–(1946) |
|      |      | Oscar Larsson        | Socialdemokraterna     | Kulturborgarråd     | 1 april 1920–(1946) |
|      |      | Carl Meurling        | Frisinnade folkpartiet | Fastighetsborgarråd | 1 april 1920–(1924) |
|      |      | Harry Sandberg       | Socialdemokraterna     | Gatuborgarråd       | 1 april 1920–(1924) |
|      |      | Joachim Åkerman      | Högern                 | Industriborgarråd   | 1 april 1920–(1928) |

## 1923–1927
6 borgarråd

3 s, 2 h, 1 ff/opol
| Namn                | Namn               | Namn                 | Politisk tillhörighet  | Titel               | Ämbetsperiod        |
| ------------------- | ------------------ | -------------------- | ---------------------- | ------------------- | ------------------- |
|                     |                    | Carl Juhlin-Dannfelt | Högern                 | Finansborgarråd     | (1920)–21 juni 1926 |
|                     |                    | Gustaf Söderlund     | Högern                 | Finansborgarråd     | 21 juni 1926–(1931) |
|                     |                    | Wictor Karlsson      | Socialdemokraterna     | Socialborgarråd     | (1920)–(1946)       |
|                     |                    | Oscar Larsson        | Socialdemokraterna     | Kulturborgarråd     | (1920)–(1946)       |
|                     |                    | Yngve Larsson        | Opolitisk              | Gatuborgarråd       | 26 maj 1924–(1940)  |
|                     |                    | Carl Meurling        | Frisinnade folkpartiet | Fastighetsborgarråd | (1920)–7 april 1924 |
|                     |                    | Harry Sandberg       | Socialdemokraterna     | Gatuborgarråd       | (1920)– 26 maj 1924 |
| Fastighetsborgarråd | 26 maj 1924–(1946) | Harry Sandberg       | Socialdemokraterna     |                     |                     |
|                     |                    | Joachim Åkerman      | Högern                 | Industriborgarråd   | (1920)–(1928)       |

## 1927–1931
6 borgarråd

3 s (4 fr. 1928), 2 h (1 fr. 1928), 1 opol
| Namn | Namn | Namn               | Politisk tillhörighet | Titel               | Ämbetsperiod            |
| ---- | ---- | ------------------ | --------------------- | ------------------- | ----------------------- |
|      |      | Gustaf Söderlund   | Högern                | Finansborgarråd     | (1926)–1 april 1931     |
|      |      | Gottfrid Björklund | Socialdemokraterna    | Industriborgarråd   | 18 december 1928–(1940) |
|      |      | Wictor Karlsson    | Socialdemokraterna    | Socialborgarråd     | (1920)–(1946)           |
|      |      | Oscar Larsson      | Socialdemokraterna    | Kulturborgarråd     | (1920)–(1946)           |
|      |      | Yngve Larsson      | Opolitisk             | Gatuborgarråd       | (1924)–(1940)           |
|      |      | Harry Sandberg     | Socialdemokraterna    | Fastighetsborgarråd | (1924)–(1946)           |
|      |      | Joachim Åkerman    | Högern                | Industriborgarråd   | (1920)–18 december 1928 |

## 1931–1935
6 borgarråd

4 s, 1 h, 1 opol/ff
| Namn | Namn | Namn               | Politisk tillhörighet         | Titel               | Ämbetsperiod        |
| ---- | ---- | ------------------ | ----------------------------- | ------------------- | ------------------- |
|      |      | Knut G. Ewerlöf    | Högern                        | Finansborgarråd     | 1 april 1931–(1936) |
|      |      | Gottfrid Björklund | Socialdemokraterna            | Industriborgarråd   | (1928)–(1940)       |
|      |      | Wictor Karlsson    | Socialdemokraterna            | Socialborgarråd     | (1920)–(1946)       |
|      |      | Oscar Larsson      | Socialdemokraterna            | Kulturborgarråd     | (1920)–(1946)       |
|      |      | Yngve Larsson      | Opolitisk, senare Folkpartiet | Gatuborgarråd       | (1924)–(1940)       |
|      |      | Harry Sandberg     | Socialdemokraterna            | Fastighetsborgarråd | (1924)–(1946)       |

## 1935–1938
6 borgarråd

4 s, 1 h, 1 fp
| Namn | Namn | Namn               | Politisk tillhörighet | Titel               | Ämbetsperiod        |
| ---- | ---- | ------------------ | --------------------- | ------------------- | ------------------- |
|      |      | Knut G. Ewerlöf    | Högern                | Finansborgarråd     | (1931)–15 juni 1936 |
|      |      | Halvar Sundberg    | Högern                | Finansborgarråd     | 15 juni 1936–(1940) |
|      |      | Gottfrid Björklund | Socialdemokraterna    | Industriborgarråd   | (1928)–(1940)       |
|      |      | Wictor Karlsson    | Socialdemokraterna    | Socialborgarråd     | (1920)–(1946)       |
|      |      | Oscar Larsson      | Socialdemokraterna    | Kulturborgarråd     | (1920)–(1946)       |
|      |      | Yngve Larsson      | Folkpartiet           | Gatuborgarråd       | (1924)–(1940)       |
|      |      | Harry Sandberg     | Socialdemokraterna    | Fastighetsborgarråd | (1924)–(1946)       |

## 1938–1942
6 borgarråd, 7 fr. 1940

4 s, 1 h (2 fr. 1940), 1 fp
| Namn                   | Namn                  | Namn               | Politisk tillhörighet | Titel               | Ämbetsperiod             |
| ---------------------- | --------------------- | ------------------ | --------------------- | ------------------- | ------------------------ |
|                        |                       | Halvar Sundberg    | Högern                | Finansborgarråd     | (1936)–30 september 1940 |
|                        |                       | Zeth Höglund       | Socialdemokraterna    | Finansborgarråd     | 1 oktober 1940–(1950)    |
|                        |                       | Gottfrid Björklund | Socialdemokraterna    | Industriborgarråd   | (1928)–30 september 1940 |
|                        |                       | Harald Göransson   | Högern                | Industriborgarråd   | 1 oktober 1940–(1950)    |
|                        |                       | Wictor Karlsson    | Socialdemokraterna    | Socialborgarråd     | (1920)–(1946)            |
|                        |                       | Oscar Larsson      | Socialdemokraterna    | Kulturborgarråd     | (1920)–(1946)            |
|                        |                       | Yngve Larsson      | Folkpartiet           | Gatuborgarråd       | (1924)–30 september 1940 |
| Stadsbyggnadsborgarråd | 1 oktober 1940–(1946) | Yngve Larsson      | Folkpartiet           |                     |                          |
|                        |                       | Harry Sandberg     | Socialdemokraterna    | Fastighetsborgarråd | (1924)–(1946)            |
|                        |                       | Ivar Öman          | Högern                | Personalborgarråd   | 1 oktober 1940–(1946)    |

## 1942–1946
7 borgarråd

4 s, 2 h, 1 fp
| Namn | Namn | Namn             | Politisk tillhörighet | Titel                  | Ämbetsperiod           |
| ---- | ---- | ---------------- | --------------------- | ---------------------- | ---------------------- |
|      |      | Zeth Höglund     | Socialdemokraterna    | Finansborgarråd        | (1940)–(1950)          |
|      |      | Harald Göransson | Högern                | Industriborgarråd      | (1940)–(1950)          |
|      |      | Wictor Karlsson  | Socialdemokraterna    | Socialborgarråd        | (1920)–15 oktober 1946 |
|      |      | Oscar Larsson    | Socialdemokraterna    | Kulturborgarråd        | (1920)–15 oktober 1946 |
|      |      | Yngve Larsson    | Folkpartiet           | Stadsbyggnadsborgarråd | (1940)–15 oktober 1946 |
|      |      | Harry Sandberg   | Socialdemokraterna    | Fastighetsborgarråd    | (1924)–15 oktober 1946 |
|      |      | Ivar Öman        | Högern                | Personalborgarråd      | (1940)–15 oktober 1946 |

## 1946–1950
8 borgarråd

4 s, 2 fp, 1 h, 1 k
| Namn            | Namn             | Politisk tillhörighet | Titel                              | Ämbetsperiod                                                  |
| --------------- | ---------------- | --------------------- | ---------------------------------- | ------------------------------------------------------------- |
|                 | Zeth Höglund     | Socialdemokraterna    | Finansborgarråd                    | (1940)–15 oktober 1950                                        |
|                 | Helge Berglund   | Socialdemokraterna    | Trafik- och stadsbyggnadsborgarråd | 11 oktober 1946–(1965)                                        |
|                 | Bertil Eriksson  | Socialdemokraterna    | Personalborgarråd                  | 15 oktober 1946–23 april 1948 († 23 april 1948)               |
|                 | Harald Göransson | Högern                | Industriborgarråd                  | (1940)–15 oktober 1950                                        |
|                 | Hjalmar Mehr     | Socialdemokraterna    | Personalborgarråd                  | 28 maj 1948–30 oktober 1949                                   |
| Socialborgarråd | Hjalmar Mehr     | Socialdemokraterna    | 1 november 1949–(1958)             |                                                               |
|                 | Harald Mårtens   | Folkpartiet           | Sjukvårdsborgarråd                 | 15 oktober 1946–(1954)                                        |
|                 | Set Persson      | Kommunisterna         | Fastighetsborgarråd                | 15 oktober 1946–15 oktober 1950                               |
|                 | Ragnar Tomson    | Folkpartiet           | Kulturborgarråd                    | 15 oktober 1946–(1958)                                        |
|                 | Jonatan Wahlbärj | Socialdemokraterna    | Socialborgarråd                    | 15 oktober 1946–15 oktober 1950 (tjl fr.o.m. 1 november 1949) |
|                 | Gösta Wennström  | Socialdemokraterna    | Personalborgarråd                  | 23 november 1949–15 oktober 1950                              |

## 1950–1954
8 borgarråd

4 fp, 3 s, 1 h
| Namn | Namn            | Politisk tillhörighet | Titel                              | Ämbetsperiod                    |
| ---- | --------------- | --------------------- | ---------------------------------- | ------------------------------- |
|      | John Bergvall   | Folkpartiet           | Finansborgarråd                    | 16 oktober 1950–15 oktober 1954 |
|      | Gösta Agrenius  | Högern                | Industriborgarråd                  | 21 november 1950–(1971)         |
|      | Helge Berglund  | Socialdemokraterna    | Trafik- och stadsbyggnadsborgarråd | (1946)–(1965)                   |
|      | Walfrid Frank   | Folkpartiet           | Personalborgarråd                  | 20 november 1950–(1958)         |
|      | Hjalmar Mehr    | Socialdemokraterna    | Socialborgarråd                    | (1949)–(1958)                   |
|      | Harald Mårtens  | Folkpartiet           | Sjukvårdsborgarråd                 | (1946)–15 oktober 1954          |
|      | Ragnar Tomson   | Folkpartiet           | Kulturborgarråd                    | (1946)–(1958)                   |
|      | Gösta Wennström | Socialdemokraterna    | Fastighetsborgarråd                | 15 oktober 1950–(1958)          |

## 1954–1958
9 borgarråd

4 s, 3 fp, 2 h
| Namn | Namn            | Politisk tillhörighet | Titel                              | Ämbetsperiod                    |
| ---- | --------------- | --------------------- | ---------------------------------- | ------------------------------- |
|      | Erik Huss       | Folkpartiet           | Finansborgarråd                    | 15 oktober 1954–15 oktober 1958 |
|      | Helge Berglund  | Socialdemokraterna    | Trafik- och stadsbyggnadsborgarråd | (1946)–(1965)                   |
|      | Walfrid Frank   | Folkpartiet           | Personalborgarråd                  | (1950)–15 oktober 1958          |
|      | Folke Kyling    | Högerpartiet          | Sjukvårdsborgarråd                 | 15 oktober 1954–(1966)          |
|      | Gösta Agrenius  | Högerpartiet          | Industriborgarråd                  | (1950)–(1971)                   |
|      | Joakim Garpe    | Socialdemokraterna    | Stor-Stockholmsborgarråd           | 6 december 1954–(1964)          |
|      | Hjalmar Mehr    | Socialdemokraterna    | Socialborgarråd                    | (1949)–15 oktober 1958          |
|      | Ragnar Tomson   | Folkpartiet           | Kulturborgarråd                    | (1946)–15 oktober 1958          |
|      | Gösta Wennström | Socialdemokraterna    | Fastighetsborgarråd                | (1950)–15 oktober 1958          |

## 1958–1962
9 borgarråd

5 s, 2 fp, 2 h
| Namn | Namn               | Politisk tillhörighet | Titel                              | Ämbetsperiod                    |
| ---- | ------------------ | --------------------- | ---------------------------------- | ------------------------------- |
|      | Hjalmar Mehr       | Socialdemokraterna    | Finansborgarråd                    | 15 oktober 1958–(1966)          |
|      | Gösta Agrenius     | Högerpartiet          | Industriborgarråd                  | (1950)–(1971)                   |
|      | Helge Berglund     | Socialdemokraterna    | Trafik- och stadsbyggnadsborgarråd | (1946)–(1965)                   |
|      | Gunnar Dalgren     | Folkpartiet           | Kulturborgarråd                    | 24 augusti 1959–(1964)          |
|      | Walfrid Frank      | Folkpartiet           | Fastighetsborgarråd                | 1958–(1966)                     |
|      | Joakim Garpe       | Socialdemokraterna    | Stor-Stockholmsborgarråd           | (1954)–(1964)                   |
|      | Erik Huss          | Folkpartiet           | Kulturborgarråd                    | 1958–23 augusti 1959            |
|      | Folke Kyling       | Högerpartiet          | Sjukvårdsborgarråd                 | (1954)–(1966)                   |
|      | Thorsten Sundström | Socialdemokraterna    | Personalborgarråd                  | 15 oktober 1958–(1965)          |
|      | Inga Thorsson      | Socialdemokraterna    | Socialborgarråd                    | 15 oktober 1958–15 oktober 1962 |

## 1962–1966
9 borgarråd

5 s, 2 fp, 2 h
| Namn                      | Namn               | Politisk tillhörighet | Titel                              | Ämbetsperiod                       |
| ------------------------- | ------------------ | --------------------- | ---------------------------------- | ---------------------------------- |
|                           | Hjalmar Mehr       | Socialdemokraterna    | Finansborgarråd                    | (1958)–15 oktober 1966             |
|                           | Gösta Agrenius     | Högerpartiet          | Industriborgarråd                  | (1950)–(1971)                      |
|                           | Helge Berglund     | Socialdemokraterna    | Trafik- och stadsbyggnadsborgarråd | (1946)–30 juni 1965                |
|                           | Sören Carlson      | Socialdemokraterna    | Socialborgarråd                    | 13 november 1963–(1973)            |
|                           | Gunnar Dalgren     | Folkpartiet           | Kulturborgarråd                    | (1959)–12 december 1964            |
|                           | Wilhelm Forsberg   | Socialdemokraterna    | Personalborgarråd                  | 1 juli 1965–15 oktober 1966        |
|                           | Walfrid Frank      | Folkpartiet           | Fastighetsborgarråd                | (1958)–18 mars 1964 †              |
|                           | Joakim Garpe       | Socialdemokraterna    | Stor-Stockholmsborgarråd           | (1954)–31 juli 1964                |
|                           | Per-Olof Hansson   | Folkpartiet           | Fastighetsborgarråd                | 20 april 1964–15 oktober 1966      |
|                           | Hans Karlsson      | Socialdemokraterna    | Socialborgarråd                    | 15 oktober 1962–13 november 1963 † |
|                           | Folke Kyling       | Högerpartiet          | Sjukvårdsborgarråd                 | (1954)–15 oktober 1966             |
|                           | Folke Lundin       | Socialdemokraterna    | Stor-Stockholmsborgarråd           | 1 augusti 1964–15 oktober 1966     |
|                           | Artur Nordin       | Folkpartiet           | Kulturborgarråd                    | 1 januari 1965–15 oktober 1966     |
|                           | Thorsten Sundström | Socialdemokraterna    | Personalborgarråd                  | (1958)–30 juni 1965                |
| Gatu- och trafikborgarråd | Thorsten Sundström | Socialdemokraterna    | 1 juli 1965–(1970)                 |                                    |

## 1966–1970
9 borgarråd

4 s, 3 fp, 2 h
| Namn | Namn               | Politisk tillhörighet | Titel                     | Ämbetsperiod                    |
| ---- | ------------------ | --------------------- | ------------------------- | ------------------------------- |
|      | Per-Olof Hansson   | Folkpartiet           | Finansborgarråd           | 15 oktober 1966–15 oktober 1970 |
|      | Gösta Agrenius     | Högerpartiet          | Industriborgarråd         | (1950)–(1971)                   |
|      | Sören Carlson      | Socialdemokraterna    | Socialborgarråd           | (1963)–(1973)                   |
|      | Wilhelm Forsberg   | Socialdemokraterna    | Kulturborgarråd           | 15 oktober 1966–15 oktober 1970 |
|      | Nils Hallerby      | Folkpartiet           | Stor-Stockholmsborgarråd  | 15 oktober 1966–15 oktober 1970 |
|      | Sven Johansson     | Högerpartiet          | Sjukvårdsborgarråd        | 15 oktober 1966–15 oktober 1970 |
|      | Hjalmar Mehr       | Socialdemokraterna    | Fastighetsborgarråd       | 15 oktober 1966–15 oktober 1970 |
|      | Artur Nordin       | Folkpartiet           | Personalborgarråd         | 15 oktober 1966–15 oktober 1970 |
|      | Thorsten Sundström | Socialdemokraterna    | Gatu- och trafikborgarråd | (1965)–15 oktober 1970          |

## 1970–1973
9 borgarråd

5 s, 2 fp, 1 m, 1 c
| Namn | Namn               | Politisk tillhörighet    | Titel                       | Ämbetsperiod                      |
| ---- | ------------------ | ------------------------ | --------------------------- | --------------------------------- |
|      | Hjalmar Mehr       | Socialdemokraterna       | Finansborgarråd             | 15 oktober 1970–30 september 1971 |
|      | Albert Aronsson    | Socialdemokraterna       | Finansborgarråd             | 1 oktober 1971–15 oktober 1973    |
|      | Gösta Agrenius     | Moderata samlingspartiet | Industriborgarråd           | (1950)–30 april 1971              |
|      | Lars Ahlvarsson    | Socialdemokraterna       | Personalborgarråd           | 15 oktober 1970–(1976)            |
|      | Lennart Blom       | Moderata samlingspartiet | Industriborgarråd           | 1 maj 1971–(1979)                 |
|      | Sören Carlson      | Socialdemokraterna       | Socialborgarråd             | (1963)–15 oktober 1973            |
|      | Paul Grabö         | Centerpartiet            | Gatu- och trafikborgarråd   | 15 oktober 1970–15 oktober 1973   |
|      | Nils Hallerby      | Folkpartiet              | Kulturborgarråd             | 15 oktober 1970–15 oktober 1973   |
|      | Per-Olof Hansson   | Folkpartiet              | Fastighetsborgarråd         | 15 oktober 1970–(1979)            |
|      | Inge Hörlén        | Socialdemokraterna       | Stadsbyggnadsborgarråd      | 15 oktober 1970–(1976)            |
|      | Thorsten Sundström | Socialdemokraterna       | Miljö- och fritidsborgarråd | 15 oktober 1970–(1976)            |

## 1973–1976
9 borgarråd

5 s, 2 m, 1 c, 1 fp
| Namn | Namn               | Politisk tillhörighet    | Titel                       | Ämbetsperiod                    |
| ---- | ------------------ | ------------------------ | --------------------------- | ------------------------------- |
|      | John-Olof Persson  | Socialdemokraterna       | Finansborgarråd             | 15 oktober 1973–15 oktober 1976 |
|      | Ulf Adelsohn       | Moderata samlingspartiet | Gatu- och trafikborgarråd   | 15 oktober 1973–15 oktober 1976 |
|      | Lars Ahlvarsson    | Socialdemokraterna       | Personalborgarråd           | (1970)–15 oktober 1976          |
|      | Lennart Blom       | Moderata samlingspartiet | Industriborgarråd           | (1971)–(1979)                   |
|      | Paul Grabö         | Centerpartiet            | Skolborgarråd               | 15 oktober 1973–(1979)          |
|      | Per-Olof Hansson   | Folkpartiet              | Fastighetsborgarråd         | (1970)–(1979)                   |
|      | Inge Hörlén        | Socialdemokraterna       | Stadsbyggnadsborgarråd      | (1970)–15 oktober 1976          |
|      | Ingrid Segerström  | Socialdemokraterna       | Socialborgarråd             | 15 oktober 1973–15 oktober 1976 |
|      | Thorsten Sundström | Socialdemokraterna       | Miljö- och fritidsborgarråd | (1970)–15 oktober 1976          |

## 1976–1979
9 borgarråd

4 s, 2 m, 2 fp, 1 c
| Namn | Namn              | Politisk tillhörighet    | Titel                       | Ämbetsperiod                    |
| ---- | ----------------- | ------------------------ | --------------------------- | ------------------------------- |
|      | Ulf Adelsohn      | Moderata samlingspartiet | Finansborgarråd             | 15 oktober 1976–15 oktober 1979 |
|      | Lennart Blom      | Moderata samlingspartiet | Industriborgarråd           | (1971)–15 oktober 1979          |
|      | Paul Grabö        | Centerpartiet            | Skolborgarråd               | (1973)–15 oktober 1979          |
|      | Per-Olof Hansson  | Folkpartiet              | Fastighetsborgarråd         | (1970)–15 oktober 1979          |
|      | Mats Hulth        | Socialdemokraterna       | Socialborgarråd             | 15 oktober 1976–(1982)          |
|      | Lennart Lööf      | Socialdemokraterna       | Stadsbyggnadsborgarråd      | 15 oktober 1976–(1982)          |
|      | John-Olof Persson | Socialdemokraterna       | Gatu- och trafikborgarråd   | 15 oktober 1976–15 oktober 1979 |
|      | Lennart Rydberg   | Folkpartiet              | Personalborgarråd           | 15 oktober 1976–15 oktober 1979 |
|      | Ingrid Segerström | Socialdemokraterna       | Miljö- och fritidsborgarråd | 15 oktober 1976–15 oktober 1979 |

## 1979–1982
9 borgarråd

5 s, 3 m, 1 fp
| Namn | Namn              | Politisk tillhörighet    | Titel                       | Ämbetsperiod                    |
| ---- | ----------------- | ------------------------ | --------------------------- | ------------------------------- |
|      | John-Olof Persson | Socialdemokraterna       | Finansborgarråd             | 15 oktober 1979–(1986)          |
|      | Inger Båvner      | Socialdemokraterna       | Personalborgarråd           | 15 oktober 1979–15 oktober 1982 |
|      | Carl Cederschiöld | Moderata samlingspartiet | Industriborgarråd           | 15 oktober 1979–(1991)          |
|      | Sune Haglund      | Moderata samlingspartiet | Fastighetsborgarråd         | 15 oktober 1979–15 oktober 1982 |
|      | Mats Hulth        | Socialdemokraterna       | Socialborgarråd             | (1976)–15 oktober 1982          |
|      | Ingemar Josefsson | Socialdemokraterna       | Miljö- och fritidsborgarråd | 15 oktober 1979–(1988)          |
|      | Lennart Lööf      | Socialdemokraterna       | Stadsbyggnadsborgarråd      | (1976)–15 oktober 1982          |
|      | Sture Palmgren    | Moderata samlingspartiet | Gatu- och trafikborgarråd   | 15 oktober 1979–(1985)          |
|      | Lennart Rydberg   | Folkpartiet              | Skolborgarråd               | 15 oktober 1979–15 oktober 1982 |

## 1982–1985
9 borgarråd

5 s, 4 m
| Namn | Namn               | Politisk tillhörighet    | Titel                              | Ämbetsperiod                    |
| ---- | ------------------ | ------------------------ | ---------------------------------- | ------------------------------- |
|      | John-Olof Persson  | Socialdemokraterna       | Finansborgarråd                    | (1979)–(1986)                   |
|      | Inger Båvner       | Socialdemokraterna       | Socialborgarråd                    | 15 oktober 1982–(1988)          |
|      | Carl Cederschiöld  | Moderata samlingspartiet | Industriborgarråd                  | (1979)–(1991)                   |
|      | Sune Haglund       | Moderata samlingspartiet | Stadsbyggnadsborgarråd             | 15 oktober 1982–14 oktober 1985 |
|      | Mats Hulth         | Socialdemokraterna       | Fastighetsborgarråd                | 15 oktober 1982–(1988)          |
|      | Ingemar Josefsson  | Socialdemokraterna       | Miljö- och fritidsborgarråd        | (1979)–(1988)                   |
|      | Lennart Lööf       | Socialdemokraterna       | Näringslivs- och personalborgarråd | 15 oktober 1982–14 oktober 1985 |
|      | Sture Palmgren     | Moderata samlingspartiet | Gatu- och trafikborgarråd          | (1979)–14 oktober 1985          |
|      | Margareta Schwartz | Moderata samlingspartiet | Skolborgarråd                      | 15 oktober 1982–(1988)          |

## 1985–1988
9 borgarråd

5 s (4 fr. 1986), 3 m, 1 fp (2 fr. 1986)
| Namn            | Namn               | Politisk tillhörighet    | Titel                           | Ämbetsperiod                     |
| --------------- | ------------------ | ------------------------ | ------------------------------- | -------------------------------- |
|                 | John-Olof Persson  | Socialdemokraterna       | Finansborgarråd                 | (1979)–30 november 1986          |
|                 | Sture Palmgren     | Moderata samlingspartiet | Stadsbyggnadsborgarråd          | 15 oktober 1985–1 december 1986  |
| Finansborgarråd | Sture Palmgren     | Moderata samlingspartiet | 1 december 1986–17 oktober 1988 |                                  |
|                 | Inger Båvner       | Socialdemokraterna       | Socialborgarråd                 | (1982)–17 oktober 1988           |
|                 | Carl Cederschiöld  | Moderata samlingspartiet | Industriborgarråd               | (1979)–(1991)                    |
|                 | Ulrika Francke     | Folkpartiet              | Stadsbyggnadsborgarråd          | 15 december 1986–17 oktober 1988 |
|                 | Mats Hulth         | Socialdemokraterna       | Fastighetsborgarråd             | (1982)–15 oktober 1988           |
|                 | Karin Jonsson      | Socialdemokraterna       | Personalborgarråd               | 15 oktober 1985–15 oktober 1988  |
|                 | Ingemar Josefsson  | Socialdemokraterna       | Miljö- och fritidsborgarråd     | (1979)–15 oktober 1988           |
|                 | Lennart Rydberg    | Folkpartiet              | Gatu- och trafikborgarråd       | 15 oktober 1985–15 oktober 1988  |
|                 | Margareta Schwartz | Moderata samlingspartiet | Skolborgarråd                   | (1982)–15 oktober 1988           |

## 1988–1991
10 borgarråd

4 s, 3 m, 1 fp, 1 vpk, 1 sp
| Namn                               | Namn              | Politisk tillhörighet        | Titel                                   | Ämbetsperiod                     |
| ---------------------------------- | ----------------- | ---------------------------- | --------------------------------------- | -------------------------------- |
|                                    | Mats Hulth        | Socialdemokraterna           | Finansborgarråd                         | 15 oktober 1988–11 april 1991    |
| Industriborgarråd                  | Mats Hulth        | Socialdemokraterna           | 11 april 1991–(1994)                    |                                  |
|                                    | Carl Cederschiöld | Moderata samlingspartiet     | Industriborgarråd                       | (1979)–11 april 1991             |
| Finansborgarråd                    | Carl Cederschiöld | Moderata samlingspartiet     | 11 april 1991–(1994)                    |                                  |
|                                    | Monica Andersson  | Socialdemokraterna           | Fastighetsborgarråd                     | 15 oktober 1988–21 oktober 1991  |
|                                    | Beatrice Ask      | Moderata samlingspartiet     | Skolborgarråd                           | 17 oktober 1988–21 oktober 1991  |
|                                    | Agneta Dreber     | Stockholmspartiet            | Personal- och informationsborgarråd     | 17 oktober 1988–21 oktober 1991  |
|                                    | Karin Jonsson     | Socialdemokraterna           | Socialborgarråd                         | 15 oktober 1988–11 april 1991    |
| Brand-, park- och fritidsborgarråd | Karin Jonsson     | Socialdemokraterna           | 11 april 1991–21 oktober 1991           |                                  |
|                                    | Ingemar Josefsson | Socialdemokraterna           | Gatuborgarråd                           | 15 oktober 1988–21 oktober 1991  |
|                                    | Sture Palmgren    | Moderata samlingspartiet     | Stadsbyggnads- och näringslivsborgarråd | 15 oktober 1988–5 september 1989 |
|                                    | Lennart Rydberg   | Folkpartiet                  | Brand-, park- och fritidsborgarråd      | 15 oktober 1979–11 april 1991    |
| Socialborgarråd                    | Lennart Rydberg   | Folkpartiet                  | 11 april 1991–15 oktober 1991           |                                  |
|                                    | Carl-Erik Skårman | Moderata samlingspartiet     | Stadsbyggnads- och näringslivsborgarråd | 5 september 1989–15 oktober 1991 |
|                                    | Per Sundgren      | Vänsterpartiet kommunisterna | Kulturborgarråd                         | 21 oktober 1988–21 oktober 1991  |

## 1991–1994
7 borgarråd

3 s, 3 m, 1 fp
| Namn | Namn              | Politisk tillhörighet    | Titel                                            | Ämbetsperiod                                                   |
| ---- | ----------------- | ------------------------ | ------------------------------------------------ | -------------------------------------------------------------- |
|      | Carl Cederschiöld | Moderata samlingspartiet | Finansborgarråd                                  | (1991)–15 oktober 1994                                         |
|      | Monica Andersson  | Socialdemokraterna       | Stadsbyggnadsborgarråd                           | 21 oktober 1991–(1995)                                         |
|      | Mats Hulth        | Socialdemokraterna       | Näringslivsborgarråd                             | (1991)–15 oktober 1994                                         |
|      | Anna Lindh        | Socialdemokraterna       | Kultur- och fritidsborgarråd                     | 21 oktober 1991–15 oktober 1994 (tjl 1 januari–1 oktober 1994) |
|      | Agneta Rehnvall   | Moderata samlingspartiet | Skolborgarråd                                    | 15 oktober 1991–15 oktober 1994                                |
|      | Lennart Rydberg   | Folkpartiet liberalerna  | Socialborgarråd                                  | (1991)–15 oktober 1994                                         |
|      | Carl-Erik Skårman | Moderata samlingspartiet | Fastighets- och trafikborgarråd                  | 15 oktober 1991–15 oktober 1994                                |
|      | Tjia Torpe        | Socialdemokraterna       | Kultur- och fritidsborgarråd (vik. för A. Lindh) | 1 januari 1994–1 oktober 1994                                  |

## 1994–1998
12 borgarråd

8 med föredragningsskyldighet: 6 s, 1 v, 1 mp

4 utan föredragningsskyldiget: 3 m, 1 fp
| Namn                              | Namn                | Politisk tillhörighet    | Titel                                    | Ämbetsperiod                     |
| --------------------------------- | ------------------- | ------------------------ | ---------------------------------------- | -------------------------------- |
|                                   | Mats Hulth          | Socialdemokraterna       | Finansborgarråd                          | 15 oktober 1994–15 oktober 1998  |
|                                   | Monica Andersson    | Socialdemokraterna       | Stadsbyggnadsborgarråd                   | (1991)–18 december 1995          |
|                                   | Bertil Karlberg     | Socialdemokraterna       | Arbetsmarknads- och utbildningsborgarråd | 15 oktober 1994–18 december 1995 |
| Stadsbyggnadsborgarråd            | Bertil Karlberg     | Socialdemokraterna       | 18 december 1995–2 februari 1998         |                                  |
| Stadsbyggnads- och miljöborgarråd | Bertil Karlberg     | Socialdemokraterna       | 2 februari 1998–15 oktober 1998          |                                  |
|                                   | Annika Billström    | Socialdemokraterna       | Gatu- och fastighetsborgarråd            | 15 oktober 1994–15 oktober 1998  |
|                                   | Tjia Torpe          | Socialdemokraterna       | Skol- och kulturborgarråd                | 15 oktober 1994–31 december 1996 |
|                                   | Lars Rådh           | Socialdemokraterna       | Arbetsmarknads- och utbildningsborgarråd | 18 december 1995–15 oktober 1998 |
|                                   | Lena Nyberg         | Socialdemokraterna       | Socialborgarråd                          | 15 oktober 1994–15 oktober 1998  |
|                                   | Maria-Paz Acchiardo | Socialdemokraterna       | Kultur- och idrottsborgarråd             | 1 januari 1997–15 oktober 1998   |
|                                   | Margareta Olofsson  | Vänsterpartiet           | Miljö- och fritidsborgarråd              | 15 oktober 1994–15 oktober 1998  |
|                                   | Krister Skånberg    | Miljöpartiet de Gröna    | Kretsloppsborgarråd                      | 15 oktober 1994–15 oktober 1998  |
|                                   | Carl Cederschiöld   | Moderata samlingspartiet | Oppositionsborgarråd                     | 15 oktober 1994–15 oktober 1998  |
|                                   | Sten Nordin         | Moderata samlingspartiet | Oppositionsborgarråd                     | 15 oktober 1994–15 oktober 1998  |
|                                   | Agneta Rehnvall     | Moderata samlingspartiet | Oppositionsborgarråd                     | 15 oktober 1994–15 oktober 1998  |
|                                   | Jan Björklund       | Folkpartiet liberalerna  | Oppositionsborgarråd                     | 15 oktober 1994–15 oktober 1998  |

## 1998–2002
12 borgarråd

8 med föredragningsskyldighet: 4 m, 2 fp, 1 kd, 1 sp

4 utan föredragningsskyldiget: 3 s, 1 v
| Namn | Namn               | Politisk tillhörighet    | Titel                                      | Ämbetsperiod                      |
| ---- | ------------------ | ------------------------ | ------------------------------------------ | --------------------------------- |
|      | Carl Cederschiöld  | Moderata samlingspartiet | Finansborgarråd                            | 19 oktober 1998–20 oktober 2002   |
|      | Mikael Söderlund   | Moderata samlingspartiet | Stadsbyggnadsborgarråd                     | 19 oktober 1998–20 oktober 2002   |
|      | Sten Nordin        | Moderata samlingspartiet | Gatu- och fastighetsborgarråd              | 19 oktober 1998–20 oktober 2002   |
|      | Jan Björklund      | Folkpartiet liberalerna  | Skolborgarråd                              | 19 oktober 1998–20 oktober 2002   |
|      | Kristina Axén Olin | Moderata samlingspartiet | Socialborgarråd                            | 19 oktober 1998–20 oktober 2002   |
|      | Birgitta Rydell    | Folkpartiet liberalerna  | Äldreomsorgs- och kulturborgarråd          | 19 oktober 1998–20 oktober 2002   |
|      | Alf T. Samuelsson  | Kristdemokraterna        | Integrations-, miljö- och idrottsborgarråd | 19 oktober 1998–30 juni 2002      |
|      | Ewa Samuelsson     | Kristdemokraterna        | Integrations-, miljö- och idrottsborgarråd | 1 juli 2002–20 oktober 2002       |
|      | Stella Fare        | Stockholmspartiet        | Stadsmiljöborgarråd                        | 19 oktober 1998–5 juni 2002       |
|      | Annika Billström   | Socialdemokraterna       | Oppositionsborgarråd                       | 19 oktober 1998–20 oktober 2002   |
|      | Lars Rådh          | Socialdemokraterna       | Oppositionsborgarråd                       | 19 oktober 1998–19 september 2000 |
|      | Erik Nilsson       | Socialdemokraterna       | Oppositionsborgarråd                       | 10 oktober 2000–20 oktober 2002   |
|      | Olivia Wigzell     | Socialdemokraterna       | Oppositionsborgarråd                       | 19 oktober 1998–31 december 2000  |
|      | Leif Rönngren      | Socialdemokraterna       | Oppositionsborgarråd                       | 1 januari 2001–20 oktober 2002    |
|      | Margareta Olofsson | Vänsterpartiet           | Oppositionsborgarråd                       | 19 oktober 1998–20 oktober 2002   |

## 2002–2006
12 borgarråd

8 med föredragningsskyldighet: 6 s, 1 v, 1 mp

4 utan föredragningsskyldiget: 3 m, 1 fp
| Namn                                           | Namn                                                   | Namn               | Politisk tillhörighet    | Titel                                              | Ämbetsperiod                                                     |
| ---------------------------------------------- | ------------------------------------------------------ | ------------------ | ------------------------ | -------------------------------------------------- | ---------------------------------------------------------------- |
|                                                |                                                        | Annika Billström   | Socialdemokraterna       | Finansborgarråd                                    | 21 oktober 2002–16 oktober 2006                                  |
|                                                |                                                        | Py Börjeson        | Socialdemokraterna       | Stadsbyggnads- och idrottsborgarråd                | 21 oktober 2002–16 oktober 2006                                  |
|                                                |                                                        | Roger Mogert       | Socialdemokraterna       | Gatu- och fastighetsborgarråd                      | 21 oktober 2002–18 januari 2005 (tjl 15 april 2004–16 juli 2004) |
| Kultur-, arbetsmarknads- och personalborgarråd | 19 januari 2005–16 oktober 2006                        | Roger Mogert       | Socialdemokraterna       |                                                    |                                                                  |
|                                                |                                                        | Jan Valeskog       | Socialdemokraterna       | Gatu- och fastighetsborgarråd (vik. för R. Mogert) | 15 april 2004–16 juli 2004                                       |
|                                                |                                                        | Erik Nilsson       | Socialdemokraterna       | Skol- och kulturborgarråd                          | 21 oktober 2002–18 januari 2005 (tjl fr.o.m. 1 december 2004)    |
| Skolborgarråd                                  | 19 januari 2005 (tjl t.o.m. 30 juni 2005)–31 juli 2006 | Erik Nilsson       | Socialdemokraterna       |                                                    |                                                                  |
|                                                |                                                        | Leif Rönngren      | Socialdemokraterna       | Personal- och demokratiborgarråd                   | 21 oktober 2002–18 januari 2005                                  |
| Gatu- och fastighetsborgarråd                  | 19 januari 2005–16 oktober 2006                        | Leif Rönngren      | Socialdemokraterna       |                                                    |                                                                  |
|                                                |                                                        | Mirja Särkiniemi   | Socialdemokraterna       | Skol- och kulturborgarråd (vik. för E. Nilsson)    | 1 december 2004–18 januari 2005                                  |
| Skolborgarråd (vik. för E. Nilsson)            | 19 januari 2005–30 juni 2005                           | Mirja Särkiniemi   | Socialdemokraterna       |                                                    |                                                                  |
|                                                |                                                        | Teres Lindberg     | Socialdemokraterna       | Arbetsmarknads- och integrationsborgarråd          | 21 oktober 2002–18 januari 2005                                  |
| Integrations- och demokratiborgarråd           | 19 januari 2005–16 oktober 2006                        | Teres Lindberg     | Socialdemokraterna       |                                                    |                                                                  |
|                                                |                                                        | Margareta Olofsson | Vänsterpartiet           | Socialborgarråd                                    | 21 oktober 2002–16 oktober 2006                                  |
|                                                |                                                        | Viviann Gunnarsson | Miljöpartiet de Gröna    | Miljö- och konsumentborgarråd                      | 21 oktober 2002–16 oktober 2006                                  |
|                                                |                                                        | Kristina Axén Olin | Moderata samlingspartiet | Oppositionsborgarråd                               | 21 oktober 2002–16 oktober 2006                                  |
|                                                |                                                        | Jan Björklund      | Folkpartiet liberalerna  | Oppositionsborgarråd                               | 21 oktober 2002–22 januari 2006                                  |
|                                                |                                                        | Lotta Edholm       | Folkpartiet liberalerna  | Oppositionsborgarråd                               | 23 januari 2006–16 oktober 2006                                  |
|                                                |                                                        | Sten Nordin        | Moderata samlingspartiet | Oppositionsborgarråd                               | 21 oktober 2002–16 oktober 2006                                  |
|                                                |                                                        | Mikael Söderlund   | Moderata samlingspartiet | Oppositionsborgarråd                               | 21 oktober 2002–16 oktober 2006                                  |

## 2006–2010
12 borgarråd

8 med föredragningsskyldighet: 5 m, 2 fp, 1 kd

4 utan föredragningsskyldiget: 2 s, 1 v, 1 mp
| Namn                                   | Namn                                                          | Namn                | Politisk tillhörighet    | Titel                                                     | Ämbetsperiod                                                      |
| -------------------------------------- | ------------------------------------------------------------- | ------------------- | ------------------------ | --------------------------------------------------------- | ----------------------------------------------------------------- |
|                                        |                                                               | Kristina Axén Olin  | Moderata samlingspartiet | Finansborgarråd                                           | 17 oktober 2006–16 april 2008                                     |
|                                        |                                                               | Sten Nordin         | Moderata samlingspartiet | Finansborgarråd                                           | 28 april 2008–(2014)                                              |
|                                        |                                                               | Mikael Söderlund    | Moderata samlingspartiet | Finans-, stadsbyggnads- och trafikborgarråd               | 18 april 2008–28 april 2008                                       |
| Stadsbyggnads- och trafikborgarråd     | 17 oktober 2006–18 april 2008 28 april 2008–15 september 2008 | Mikael Söderlund    | Moderata samlingspartiet |                                                           |                                                                   |
|                                        |                                                               | Kristina Alvendal   | Moderata samlingspartiet | Bostads- och integrationsborgarråd                        | 17 oktober 2006–15 september 2008 (tjl 15 mars–15 september 2008) |
| Stadsbyggnadsborgarråd                 | 15 september 2008–17 oktober 2010                             | Kristina Alvendal   | Moderata samlingspartiet |                                                           |                                                                   |
|                                        |                                                               | Lotta Edholm        | Folkpartiet liberalerna  | Skolborgarråd                                             | 17 oktober 2006–(2014)                                            |
|                                        |                                                               | Ulla Hamilton       | Moderata samlingspartiet | Miljö- och fastighetsborgarråd                            | 17 oktober 2006–15 september 2008                                 |
| Miljö- och trafikborgarråd             | 15 september 2008–17 oktober 2010                             | Ulla Hamilton       | Moderata samlingspartiet |                                                           |                                                                   |
|                                        |                                                               | Ulf Kristersson     | Moderata samlingspartiet | Socialborgarråd                                           | 17 oktober 2006–11 oktober 2010                                   |
|                                        |                                                               | Joakim Larsson      | Moderata samlingspartiet | Bostads- och integrationsborgarråd (vik. för K. Alvendal) | 15 mars 2008–15 september 2008                                    |
| Bostadsbolags- och ytterstadsborgarråd | 15 september 2008–17 oktober 2010                             | Joakim Larsson      | Moderata samlingspartiet |                                                           |                                                                   |
|                                        |                                                               | Ewa Samuelsson      | Kristdemokraterna        | Äldreborgarråd                                            | 17 oktober 2006–17 oktober 2010                                   |
|                                        |                                                               | Madeleine Sjöstedt  | Folkpartiet liberalerna  | Kultur- och idrottsborgarråd                              | 17 oktober 2006–17 oktober 2010                                   |
|                                        |                                                               | Carin Jämtin        | Socialdemokraterna       | Oppositionsborgarråd                                      | 17 oktober 2006–(2011)                                            |
|                                        |                                                               | Ann-Margarethe Livh | Vänsterpartiet           | Oppositionsborgarråd                                      | 17 oktober 2006–17 oktober 2010                                   |
|                                        |                                                               | Roger Mogert        | Socialdemokraterna       | Oppositionsborgarråd                                      | 17 oktober 2006–(2014)                                            |
|                                        |                                                               | Yvonne Ruwaida      | Miljöpartiet de Gröna    | Oppositionsborgarråd                                      | 17 oktober 2006–17 oktober 2010                                   |

## 2010–2014
12 borgarråd

8 med föredragningsskyldighet: 5 m, 2 fp, 1 c

4 utan föredragningsskyldighet: 3 s, 1 mp

1 biträdande socialborgarråd (kd) med ansvar för tillgänglighetsfrågor och funktionshinderfrågor [anm. 1]
| Namn | Namn | Namn               | Politisk tillhörighet    | Titel                               | Ämbetsperiod                     |
| ---- | ---- | ------------------ | ------------------------ | ----------------------------------- | -------------------------------- |
|      |      | Sten Nordin        | Moderata samlingspartiet | Finansborgarråd                     | (2008)–20 oktober 2014           |
|      |      | Per Ankersjö       | Centerpartiet            | Stadsmiljöborgarråd                 | 18 oktober 2010–20 oktober 2014  |
|      |      | Lotta Edholm       | Folkpartiet liberalerna  | Skolborgarråd                       | (2006)–20 oktober 2014           |
|      |      | Ulla Hamilton      | Moderata samlingspartiet | Trafik- och arbetsmarknadsborgarråd | 18 oktober 2010–20 oktober 2014  |
|      |      | Regina Kevius      | Moderata samlingspartiet | Stadsbyggnads- och idrottsborgarråd | 18 oktober 2010–20 oktober 2014  |
|      |      | Anna König Jerlmyr | Moderata samlingspartiet | Socialborgarråd                     | 18 oktober 2010–20 oktober 2014  |
|      |      | Joakim Larsson     | Moderata samlingspartiet | Äldre- och ytterstadsborgarråd      | 18 oktober 2010–20 oktober 2014  |
|      |      | Madeleine Sjöstedt | Folkpartiet liberalerna  | Kultur- och fastighetsborgarråd     | 18 oktober 2010–20 oktober 2014  |
|      |      | Emilia Bjuggren    | Socialdemokraterna       | Oppositionsborgarråd                | 2 maj 2014–20 oktober 2014       |
|      |      | Per Bolund         | Miljöpartiet de Gröna    | Oppositionsborgarråd                | 18 oktober 2010–17 oktober 2011  |
|      |      | Daniel Helldén     | Miljöpartiet de Gröna    | Oppositionsborgarråd                | 16 november 2011–20 oktober 2014 |
|      |      | Carin Jämtin       | Socialdemokraterna       | Oppositionsborgarråd                | (2006)–3 april 2011              |
|      |      | Roger Mogert       | Socialdemokraterna       | Oppositionsborgarråd                | (2006)–20 oktober 2014           |
|      |      | Tomas Rudin        | Socialdemokraterna       | Oppositionsborgarråd                | 18 oktober 2010–2 maj 2014       |
|      |      | Karin Wanngård     | Socialdemokraterna       | Oppositionsborgarråd                | 3 april 2011–20 oktober 2014     |

## 2014–2018
13 borgarråd

9 med föredragningsskyldighet: 4 s, 3 mp, 2 v

4 utan föredragningsskyldighet: 3 m, 1 fp

1 extra arvoderad politiker (fi)[anm. 2]
Borgarråd för mandatperioden 2014–2018 valdes på kommunfullmäktiges sammanträde den 20 oktober 2014. Karin Wanngård (s) utsågs till finansborgarråd i en koalition bestående av socialdemokrater, vänsterpartister, miljöpartister och feministiskt initiativare.
| Namn                                          | Namn                                     | Namn                | Politisk tillhörighet    | Titel                                | Ämbetsperiod                                                            |
| --------------------------------------------- | ---------------------------------------- | ------------------- | ------------------------ | ------------------------------------ | ----------------------------------------------------------------------- |
|                                               |                                          | Karin Wanngård      | Socialdemokraterna       | Finansborgarråd                      | 20 oktober 2014–15 oktober 2018                                         |
|                                               |                                          | Emilia Bjuggren     | Socialdemokraterna       | Arbetsmarknads- och idrottsborgarråd | 20 oktober 2014–15 oktober 2018 (tjänstledig 21 augusti 2017–mars 2018) |
|                                               |                                          | Olle Burell         | Socialdemokraterna       | Skolborgarråd                        | 20 oktober 2014–15 oktober 2018                                         |
|                                               |                                          | Daniel Helldén      | Miljöpartiet             | Trafikborgarråd                      | 20 oktober 2014–                                                        |
|                                               |                                          | Katarina Luhr       | Miljöpartiet             | Miljöborgarråd                       | 20 oktober 2014–                                                        |
|                                               |                                          | Clara Lindblom      | Vänsterpartiet           | Äldre- och personalborgarråd         | 20 oktober 2014–15 oktober 2018                                         |
|                                               |                                          | Åsa Lindhagen       | Miljöpartiet             | Socialborgarråd                      | 20 oktober 2014–15 oktober 2018                                         |
|                                               |                                          | Ann-Margarethe Livh | Vänsterpartiet           | Bostads- och demokratiborgarråd      | 20 oktober 2014–15 oktober 2018                                         |
|                                               |                                          | Roger Mogert        | Socialdemokraterna       | Stadsbyggnads- och kulturborgarråd   | 20 oktober 2014–23 november 2017                                        |
|                                               |                                          | Mirja Räihä         | Socialdemokraterna       | Arbetsmarknads- och idrottsborgarråd | 21 augusti 2017–27 november 2017                                        |
| Arbetsmarknads-, kultur- och idrottsborgarråd | Tillförordnad 27 november 2017–mars 2018 | Mirja Räihä         | Socialdemokraterna       |                                      |                                                                         |
|                                               |                                          | Jan Valeskog        | Socialdemokraterna       | Stadsbyggnadsborgarråd               | 27 november 2017–                                                       |
|                                               |                                          | Cecilia Brinck      | Moderata samlingspartiet | Oppositionsborgarråd                 | 20 oktober 2014–15 oktober 2018                                         |
|                                               |                                          | Lotta Edholm        | Liberalerna              | Oppositionsborgarråd                 | 20 oktober 2014–15 oktober 2018                                         |
|                                               |                                          | Anna König Jerlmyr  | Moderata samlingspartiet | Oppositionsborgarråd                 | 20 oktober 2014–15 oktober 2018                                         |
|                                               |                                          | Joakim Larsson      | Moderata samlingspartiet | Oppositionsborgarråd                 | 20 oktober 2014–15 oktober 2018                                         |

## 2018–2022
15 borgarråd

10 med föredragningsskyldighet: 3 m, 2 mp, 2 l, 2 c, 1 kd

5 utan föredragningsskyldighet: 4 s, 1 v

Borgarråd för mandatperioden 2018–2022 valdes på kommunfullmäktiges sammanträde den 15 oktober 2018. Anna König Jerlmyr (m) utsågs till finansborgarråd i en koalition bestående av moderaterna, liberalerna, miljöpartiet, centerpartiet och kristdemokraterna.
| Namn | Namn | Namn                      | Politisk tillhörighet | Titel                                     | Ämbetsperiod                 |
| ---- | ---- | ------------------------- | --------------------- | ----------------------------------------- | ---------------------------- |
|      |      | Anna König Jerlmyr        | Moderaterna           | Finansborgarråd                           | 15 oktober 2018–             |
|      |      | Lotta Edholm              | Liberalerna           | Skolborgarråd                             | 15 oktober 2018–2 mars 2020  |
|      |      | Karin Ernlund             | Centerpartiet         | Arbetsmarknads– och integrationsborgarråd | 15 oktober 2018–             |
|      |      | Daniel Helldén            | Miljöpartiet          | Trafikborgarråd                           | (2014)–                      |
|      |      | Jan Jönsson               | Liberalerna           | Socialborgarråd                           | 15 oktober 2018–             |
|      |      | Joakim Larsson            | Moderaterna           | Stadsbyggnadsborgarråd                    | 15 oktober 2018–             |
|      |      | Katarina Luhr             | Miljöpartiet          | Miljö– och klimatborgarråd                | (2014)–                      |
|      |      | Jonas Naddebo             | Centerpartiet         | Kultur– och stadsmiljöborgarråd           | 15 oktober 2018–             |
|      |      | Isabel Smedberg-Palmqvist | Liberalerna           | Skolborgarråd                             | 2 mars 2020–                 |
|      |      | Erik Slottner             | Kristdemokraterna     | Äldre– och trygghetsborgarråd             | 15 oktober 2018–             |
|      |      | Dennis Wedin              | Moderaterna           | Bostads– och fastighetsborgarråd          | 15 oktober 2018–             |
|      |      | Emilia Bjuggren           | Socialdemokraterna    | Oppositionsborgarråd                      | 15 oktober 2018–             |
|      |      | Olle Burell               | Socialdemokraterna    | Oppositionsborgarråd                      | 15 oktober 2018–oktober 2019 |
|      |      | Kadir Kasirga             | Socialdemokraterna    | Oppositionsborgarråd                      | oktober 2019–                |
|      |      | Clara Lindblom            | Vänsterpartiet        | Oppositionsborgarråd                      | 15 oktober 2018–             |
|      |      | Jan Valeskog              | Socialdemokraterna    | Oppositionsborgarråd                      | 15 oktober 2018–             |
|      |      | Karin Wanngård            | Socialdemokraterna    | Oppositionsborgarråd                      | 15 oktober 2018–             |

## 2022–2026
13 borgarråd

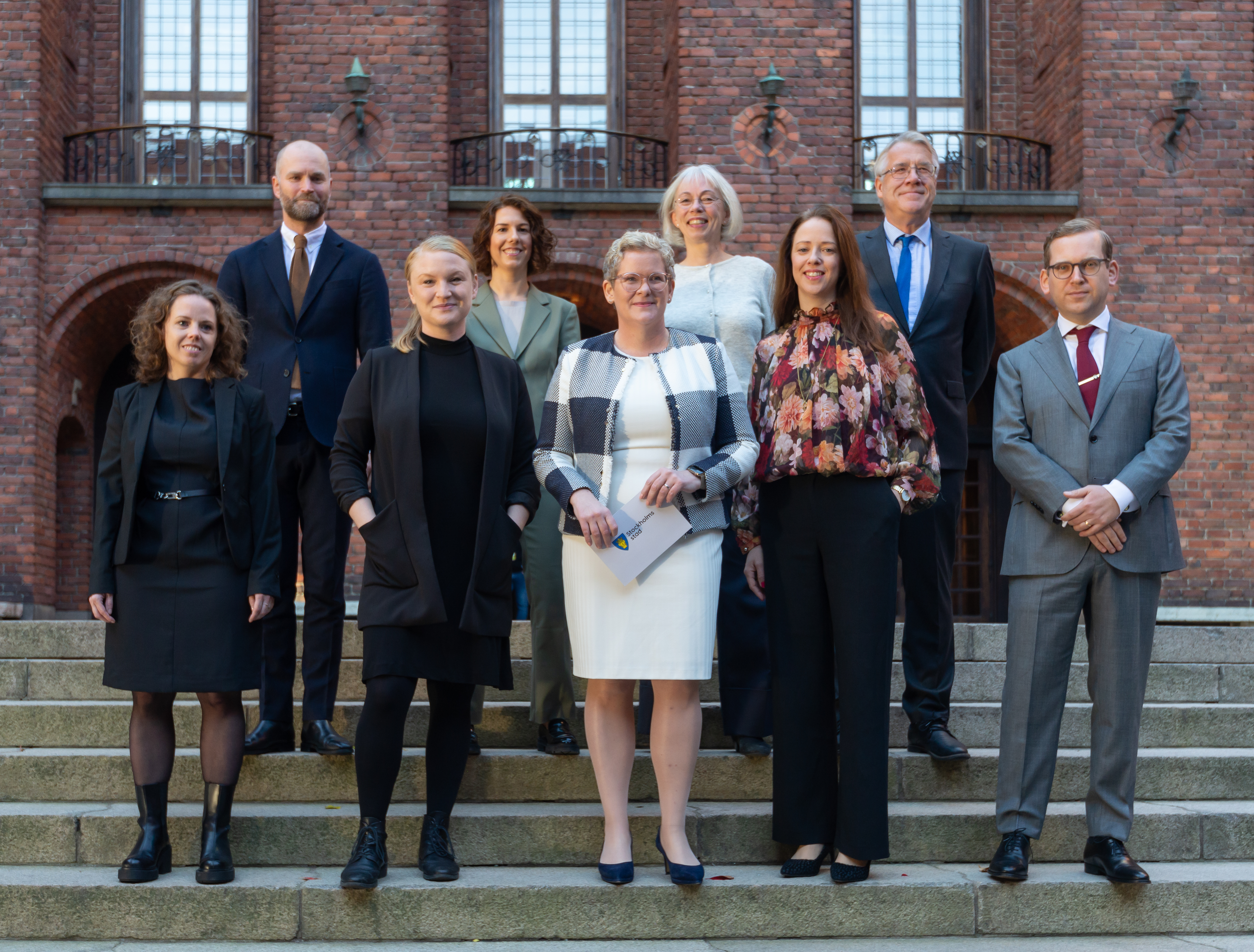
De regerande borgarråden (med föredragningsskyldighet) i Stockholms stad efter valet 2022.

9 med föredragningsskyldighet: 4 s, 3 v, 2 mp

4 utan föredragningsskyldighet: 3 m, 1 l

Borgarråd för mandatperioden 2022–2026 valdes på kommunfullmäktiges sammanträde den 17 oktober 2022. Karin Wanngård (s) utsågs till finansborgarråd i en koalition bestående av socialdemokraterna, vänsterpartiet och miljöpartiet.
| Namn | Namn | Namn                | Politisk tillhörighet | Titel                                              | Ämbetsperiod     |
| ---- | ---- | ------------------- | --------------------- | -------------------------------------------------- | ---------------- |
|      |      | Karin Wanngård      | Socialdemokraterna    | Finansborgarråd                                    | 17 oktober 2022– |
|      |      | Jan Valeskog        | Socialdemokraterna    | Stadsbyggnads- och idrottsborgarråd                | 17 oktober 2022– |
|      |      | Emilia Bjuggren     | Socialdemokraterna    | Utbildnings, arbetsmarknads- och personalborgarråd | 17 oktober 2022– |
|      |      | Alexander Ojanne    | Socialdemokraterna    | Social- och trygghetsborgarråd                     | 17 oktober 2022– |
|      |      | Clara Lindblom      | Vänsterpartiet        | Bostads- och fastighetsborgarråd                   | 17 oktober 2022– |
|      |      | Torun Boucher       | Vänsterpartiet        | Äldre- och kulturborgarråd                         | 17 oktober 2022– |
|      |      | Alexandra Mattsson  | Vänsterpartiet        | Förskole, barn- och fritidsborgarråd               | 17 oktober 2022– |
|      |      | Lars Strömgren      | Miljöpartiet          | Trafikborgarråd                                    | 17 oktober 2022– |
|      |      | Åsa Lindhagen       | Miljöpartiet          | Miljö- och klimatborgarråd                         | 17 oktober 2022– |
|      |      | Christofer Fjellner | Moderaterna           | Oppositionsborgarråd                               | 17 oktober 2022– |
|      |      | Dennis Wedin        | Moderaterna           | Oppositionsborgarråd                               | 17 oktober 2022– |
|      |      | Andréa Hedin        | Moderaterna           | Oppositionsborgarråd                               | 17 oktober 2022– |
|      |      | Jan Jönsson         | Liberalerna           | Oppositionsborgarråd                               | 17 oktober 2022– |